# Sandelflugsnappare
Sandelflugsnappare (Eumyias stresemanni) är en fågelart i familjen flugsnappare inom ordningen tättingar.

## Utseende och läte
Sandelflugsnapparen är en färglös flugsnappare med rätt lång näbb och roströd ton på hela ovansidan. Undertill syns ljus strupmitt och grått på bröstet som övergår i vitaktig buk. Den skiljs från mindre sumbaflugsnapparen och drillflugsnapparen genom helmörk näbb, avsaknad av rostrött på sidorna och genomgående mörkare fjäderdräkt. Sången är trastlik, ett upprepat "too-wee-woo".

## Utbredning och systematik
Fågeln förekommer enbart på ön Sumba i Små Sundaöarna. Den betraktas tidigare som underart till floresflugsnappare (Eumyias oscillans) men urskiljs sedan 2016 som egen art av Birdlife International och IUCN, sedan 2021 även av tongivande International Ornithological Congress (IOC) och 2022 av Clements et al.

### Släktestillhörighet
Taxonet behandlades liksom floresflugsnapparen tidigare i Rhinomyias, men genetiska studier visar att flera av arterna i släktet istället är del av Cyornis. Fågeln antogs tidigare tillhöra den gruppen men förs sedan 2022 istället till Eumyias.

## Levnadssätt
Sandelflugsnapparen hittas i låglandsområden i skog, skogsbryn och buskmarker. Den ses enstaka eller i par i undervegetationen, ofta som en del av kringvandrande artblandade flockar.

## Status
Trots det begränsade utbredningsområdet och att den tros minska i antal anses beståndet vara livskraftigt av internationella naturvårdsunionen IUCN. 

## Namn
Fågelns vetenskapliga artnamn hedrar Erwin Friedrich Theodor Stresemann (1889-1972), tysk ornitolog, upptäcktsresande och samlare av specimen.